# Shigeru Kan-no
Shigeru Kan-no (Fukushima, 3 maggio 1959) è un compositore e direttore d'orchestra giapponese.
Ha studiato teoria musicale, pianoforte, composizione, direzione d´orchestra e musicologia a Fukushima, Tokyo, Vienna, Stoccarda, Ludwigsburg, e Francoforte.
Ha avuto come maestri Tekehito Shimazu, Akira Nishimura, Karl Österreicher, Bernstein, Helmut Lachenmann, Helmuth Rilling e Hans Zender.
Link: http://www2.hp-ez.com/hp/kan-no